# Fukushima
Fukushima[uttal saknas] (福島市; Fukushima-shi) är residensstad i Fukushima prefektur i regionen Tohoku på norra Honshu i Japan, belägen vid floden Abukuma, 250 kilometer norr om Tokyo och 80 kilometer söder om Sendai. Folkmängden uppgår till cirka 284 000 invånare. Fukushima fick stadsrättigheter den 1 april 1907, och gränsen utökades 1 juli 2008 då samhället Iino slogs samman med staden. Staden drabbades av radioaktiva nedfall som följd av jordbävningen som ägde rum utanför Japans kust den 11 mars 2011 då kärnkraftverket Fukushima I havererade. Staden ligger 60 km från det havererade kraftverket och därmed utanför evakueringszonen men aktivitet över gällande gränsvärden för livsmedel har uppmätts i till exempel ris och myndigheterna har bl.a. uppmätt barns exponering med dosimetrar för att bedöma farorna.

## Kommunikationer
Fukushima station trafikeras av Tōhoku Shinkansen mellan Tokyo och Shin-Aomori. Från Fukushima utgår också Yamagata Shinkansen till Shinjō, den öppnades 1993.

## Borgmästare
- Takanori Seto, 8 december 2001–7 december 2013
- Kobayashi Kaoru, 8 december 2013–7 december 2017
- Hiroshi Kohata, 8 december 2017–

Denna lista hämtas från Wikidata. Informationen kan ändras där.